# Једном браћа
Једном браћа (енг. Once Brothers) је документарни филм снимљен 2010. у ко-продукцији ESPN-а и NBA Entertainment-а. Филм прати пријатељство двојице чувених кошаркаша бивше Југославије, Владе Дивца и Дражена Петровића.

## Радња
Владе Дивац и Дражен Петровић су се упознали и спријатељили играјући за репрезентацију Југославије. После великог успеха са репрезентацијом, Дражен и Дивац одлазе у НБА. У Америци, њих двојица, и даље су остали веома блиски пријатељи, све док Дражен није нагло прекинуо све контакте с Дивцем. Колико се могло сазнати из Драженових изјава, разлог за такав поступак било је Дивчево склањање Хрватске заставе са терена за време прослављања освојеног Светског првенства у Аргентини. Дивац никада није успео да обнови пријатељство с Драженом пошто је он погинуо као сувозач у саобраћајној несрећи на Ауто-путу 9 код Денкендорфа, близу Инголштада, Немачка, приближно у 17:20 7. јуна 1993, четири и по месеца пре свог 29. рођендана. Седамнаест година након његове смрти Дивац долази у Загреб да посети Драженову родбину.